# Херд, Крис
Кри́стофер (Крис) Херд (англ. Christopher "Chris" Herd; 4 апреля 1989, Перт) — австралийский футболист, полузащитник. Выступал в сборной Австралии.

## Карьера
Херд подписал контракт с клубом «Бэйсуотер» в феврале 2005 года вместе с соотечественником Шейном Лоури.
Сыграл 19 матчей за дубль «Астон Виллы» и 21 (2 гола) в академии. Он был частью команды, которая принимала участие в HKFC Philips Lighting International Soccer Sevens в мае 2007 года. Позже Херд продлил контракт. 1 июля 2008 года он подписал двухлетний контракт до 30 июня 2010 года. 17 декабря того же года был включён в заявку на матч Кубка УЕФА против «Гамбурга», но на поле не вышел.
28 апреля 2016 года Херд подписал контракт с клубом чемпионата Австралии «Перт Глори», однако три месяца спустя клуб согласился расторгнут с ним контракт из-за того, что его семья отказалась переезжать в Перт.
В июле 2017 года Херд подписал двухлетний контракт с клубом «Уэстерн Сидней Уондерерс».
Летом 2018 года Херд подписал контракт с клубом чемпионата Таиланда «Бурирам Юнайтед».